# Arpad
Arpad (valószínűleg a mai Tell Rifaat város, Szíriában) egy ősi arámi újhettita város északnyugat-Szíriában, Aleppótól északra. Az arámi Jahan állam székhelye volt, amit Yakhani Gusi alapított az időszámításunk előtti 9. században. Jahan állam Azaztól délre és Hamától északra terült el.
Arpad később az Urartu Királyság egyik legnagyobb vazallus városává vált. IE 743-ban, az Asszír – Urartu háború alatt, III. Tukulti-apil-ésarra Újasszír király miután Samsatnál legyőzte II. Szarduri seregeit, a várost is ostrom alá vette. De Arpad városa nem adta meg magát egykönnyen. Tukulti-apil-ésarrának három évébe tellett, mire elfoglalta Arpadot, miután azonnal lemészároltatta a lakosságot, a várost pedig elpusztíttatta. Később Arpad tartományi székhely lett.A valószínűleg Arpad városára épült Tell Rifaat városban a mai napig találunk nyolc méter magas falakat.
A várost a Héber Biblia is több helyen említi:
- A királyok második könyve 18:34; 19:13
- Izajás könyve 10:9; 36:19; 37:13
- Jeremiás könyve 49:23;

## Régészet
A Tell Rifaat ásatás ovális alakú, 250 × 233 méter. Ebből a fő fellegvár 142 × 142 méter, legmagasabb pontja 30 méter magas. Az ásatást körülvevő fal mintegy két kilométer hosszú.
Az ásatáson az University of London vagy a Institute of Archeology csapatai dolgoztak. Az 1956-os első szemrevételezés után Tell Rifaatot két részletben, 1961-ben és 1964-ben tárták fel. A csapatot M. V, Seton Williams vezette.
Az Institute of Archaeology munkatársai 1977-ben ismét régészeti felmérést végeztek Tell Rifaat környékén.

## Lásd még
- Cities of the ancient Near East